# 175

## Родени
- Уей Ян, китайски военачалник

## Починали
- Клавдий Птолемей, египетски учен